# Пришиб (Харьковская область)
Пришиб (укр. Пришиб) — село, Пришибский сельский совет, Балаклейский район, Харьковская область, Украина.
Село Пришиб является административным центром Пришибского сельского совета, который, кроме того, включает в себя посёлок Покровское и село Яворское.

## Географическое положение
Село Пришиб находится на расстоянии 80 км от Харькова на обоих берегах реки Крайняя Балаклейка, в 6 км протекает река Северский Донец.
На расстоянии менее 2 км находятся посёлок Покро́вское и село Яво́рское.

## История
Село было основано 17 (27) февраля 1682 года либо повторно основно в 1698/1699 году. 
Это было одно из 13 местечек Изюмского казачьего полка.
В 1692 году в селе провели перепись.
В 1709 г. в селе Пришиб пребывал Пётр I во время поездки в Азов.
В 1829 году родился писатель Г. П. Данилевский.
Являлось селом Андреевской волости Змиевского уезда Харьковской губернии Российской империи.
Во время Великой Отечественной войны село находилось под немецкой оккупацией. 
В 1962 году на могиле писателя Г. П. Данилевского открыли памятник.
По состоянию на начало 1966 года численность населения составляла 2031 человек, здесь находился колхоз им. Серго Орджоникидзе, действовали восьмилетняя школа с заочными 9-м и 10-м классами, клуб на 250 мест и библиотека с читальным залом на 25 мест.
Население по переписи 2001 г. составляло 2132 человека.
До 2020 года село входило в Балаклейский район, с 17 июля 2020 входит в Изюмский.

## Транспорт
Железнодорожные станции Сезонная и Янковский, автомобильная дорога Т-2105.

## Известные люди
- Данилевский Григорий Петрович[5] (1829—1890) — известный русский писатель, более 40 лет жил и работал в селе Пришиб. Автор исторических романов «Княжна Тараканова», «Воля» и др., воспоминаний «Знакомство с Гоголем»[6]. Похоронен в селе Пришиб (скончался в Москве).